# Barbie: Tündértitok
A Barbie: Tündértitok (eredeti cím: Barbie: A Fairy Secret) egész estés amerikai 3D-s számítógépes animációs film, amelyet Terry Klassen és William Lau rendezett. A forgatókönyvet Elise Allen írta.
Amerikában 2011. március 15-én adták ki DVD-n.

## Szereplők
| Szereplő | Eredeti hang     | Magyar hang  | Leírás |
| -------- | ---------------- | ------------ | ------ |
| Barbie   | Diana Kaarina    | Csondor Kata |        |
| Ken      | Adrian Petriw    | ?            |        |
| Raquelle | Brittney Irvin   | ?            |        |
| Carrie   | Cassandra Morris | ?            |        |
| Crystal  | Brittney Wilson  | ?            |        |